# Gran Ranjit
Gran Ranjit (Great Ranjit) és un riu de Bengala Occidental que neix a Sikkim, entra al districte de Darjeeling per l'oest i després d'un curs d'oest a est desaigua al Tista.
Els seus afluents són el Rangnu i el Chhota o Petit Ranjit.